# Christinus marmoratus
Christinus marmoratus är en ödleart som beskrevs av  Gray 1845. Christinus marmoratus ingår i släktet Christinus och familjen geckoödlor.

## Underarter
Arten delas in i följande underarter:
- C. m. marmoratus
- C. m. macrodactylus